# Englische Fetthenne
Die Englische Fetthenne (Sedum anglicum), auch Englischer Mauerpfeffer genannt, ist eine Pflanzenart aus der Gattung der Fetthennen (Sedum) in der Familie der Dickblattgewächse (Crassulaceae).

## Beschreibung

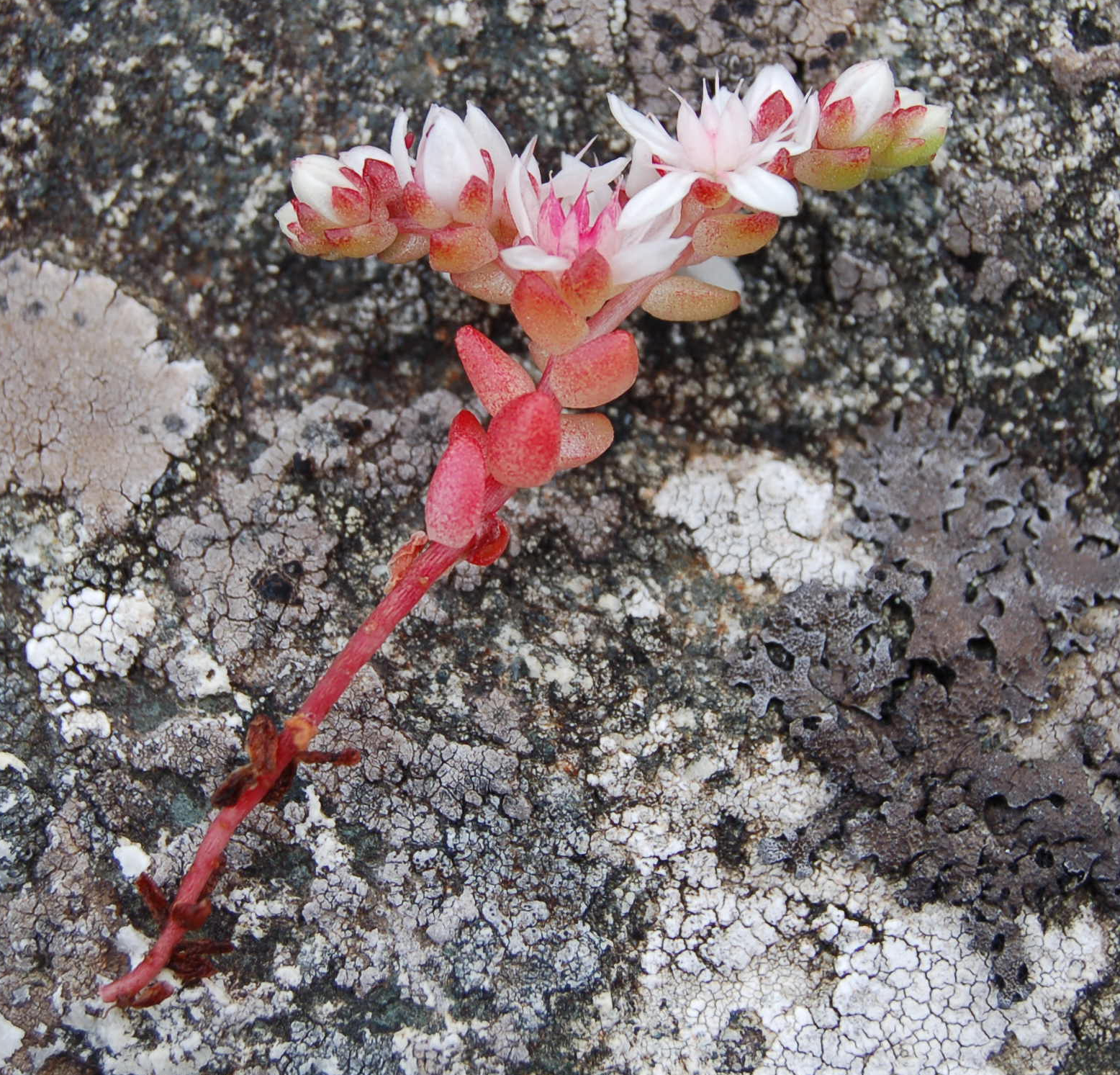
Typischer Blütenstand mit zwei Zweigen

### Vegetative Merkmale
Der Englische Mauerpfeffer ist eine überwinternd grüne, rasenbildende ausdauernde sukkulente Pflanze, die Wuchshöhen von 5 bis 10 Zentimetern erreicht. Die kahlen Stängel besitzen kurze vegetativen Seitensprosse. Die wechselständigen, kahlen Laubblätter sind 3 bis 5 Millimeter lang, im Querschnitt rund bis oval, oberseits gewölbt, unterseits leicht gekielt, länglich-lanzettlich und abstehend. Die Grundfarbe der Blätter ist blaugrün, meist sind sie rötlich bis rosafarben überlaufen.

### Generative Merkmale
Die Blütezeit reicht von Juni bis September. Die Blüten stehen an einem verzweigten Blütenstand mit typischerweise zwei Zweigen; dies unterscheidet Sedum anglicum von anderen Fetthennen-Arten, beispielsweise von Sedum album mit mehreren Verzweigungen. Die zwittrigen Blüten sind bei einem Durchmesser von 9 bis 12 Millimetern radiärsymmetrisch und meist fünfzählig mit doppelter Blütenhülle. Die Kelchblätter sind dreieckig und intensiv rot gefärbt. Die (im Regelfall) fünf Kronblätter sind spitz zulaufend, mitunter mit kleiner Stachelspitze, und von weißer Farbe, mit rosa-roter Basis. Es gibt zwei Kreise mit je fünf Staubblättern. Die Staubbeutel sind dunkel-purpurfarben bis schwarz und kontrastieren auffällig mit den übrigen der Blütenteilen.
Die Chromosomenzahl beträgt 2n = 44 oder 160.

## Ökologie
Bei der Englischen Fetthenne handelt es sich um einen Chamaephyten.

## Vorkommen
Das natürliche Verbreitungsgebiet des Englischen Mauerpfeffer liegt auf den Britischen Inseln, dort auch im Binnenland, und in den Küstengebieten von Dänemark, Norwegen und Schweden sowie entlang der Kanal- und Nordseeküsten von Frankreich, Belgien und Holland. Er wächst an felsigen Standorten (z. B. in Spalten von Küstenfelsen, auf Kronen von Trockenmauern etc.), trockenem Grasland, Dünen und Kiesstränden. Er gedeiht üblicherweise auf sauren Böden. Er kommt von der Küste bis in Höhenlagen von etwa 1800 Metern vor.

## Systematik
Die Erstveröffentlichung von Sedum anglicum erfolgte 1778 durch William Hudson in Flora Anglica, Editio Alter, 1, S. 196.
Je nach Autor gibt es etwa zwei Unterarten:
- Sedum anglicum Huds. subsp. anglicum
- Sedum anglicum subsp. pyrenaicum (Lange) Laínz: Sie kommt nur in Portugal, Nordspanien und Südfrankreich vor.